# Taufbecken (Sequedin)

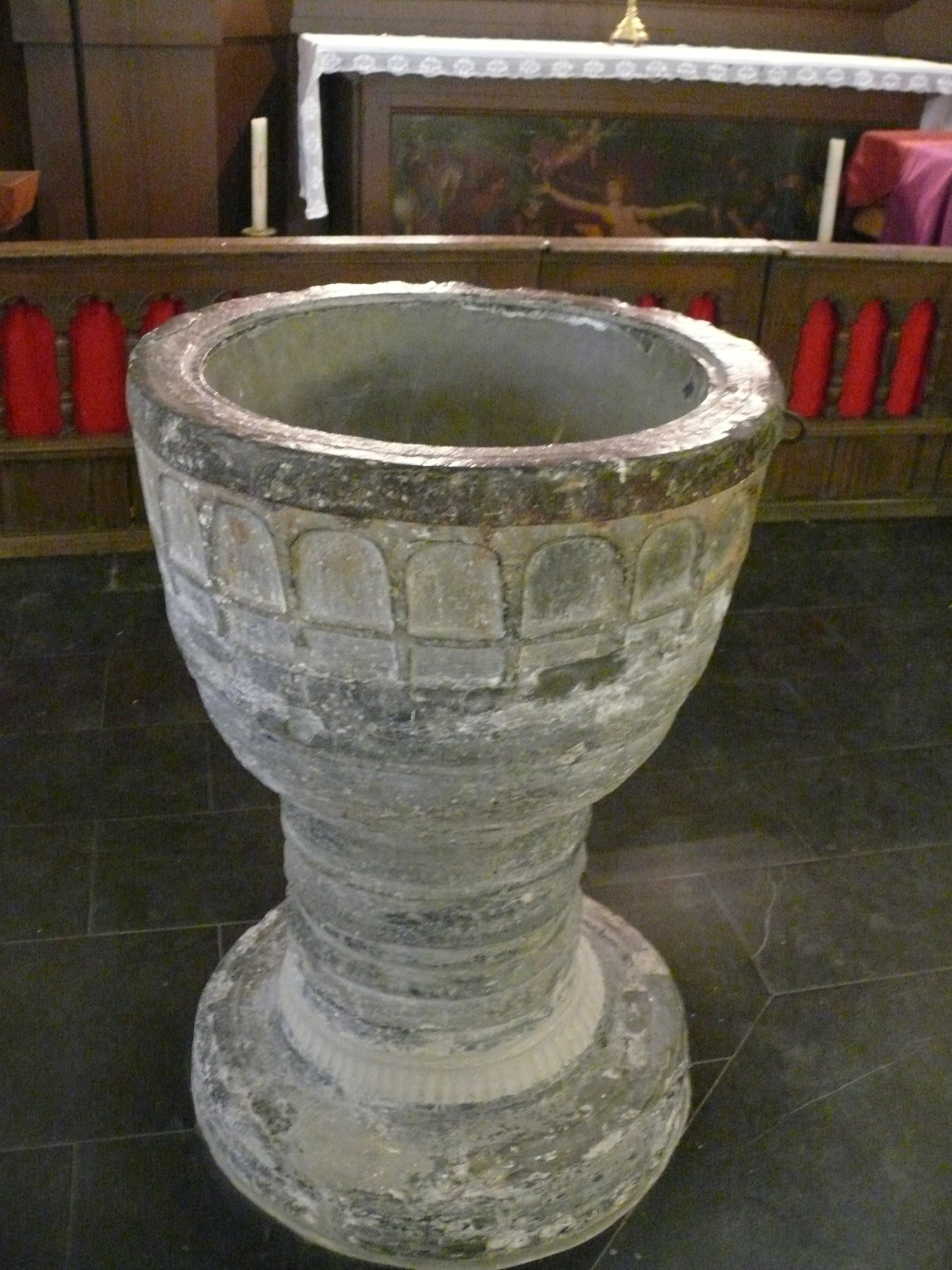
Taufbecken in Sequedin

Das Taufbecken in der katholischen Kirche St-Laurent in Sequedin, einer französischen Gemeinde im Département Nord in der Region Hauts-de-France, wurde vermutlich im 14. Jahrhundert geschaffen. Im Jahr 1973 wurde das Taufbecken im Stil der Gotik als Monument historique in die Liste der denkmalgeschützten Objekte (Base Palissy) in Frankreich aufgenommen.
Das circa einen Meter hohe Taufbecken aus Blaustein steht auf einer runden Basis mit Säule. Das runde Becken hat einen Durchmesser von 66 cm und ist außen mit Blendarkaden verziert.